# Crinia riparia
A Crinia riparia a kétéltűek (Amphibia) osztályának békák (Anura) rendjébe, a Myobatrachidae családba, azon belül a Crinia nembe tartozó faj.

## Előfordulása
Ausztrália endemikus faja. A faj a Flinders hegyvonulat déli részén, az északi Mt. Brown Conservation Park és a déli Napperby Gorge között fordul elő. Egyedei sziklás medrű patakok szélén, sziklák és kövek alatt találhatók.

## Megjelenése
Kis termetű békafaj, testhossza elérheti a 25 mm-t. Háta világosbarna, vörösesbarna vagy sötétbarna színű, időnként világos, sötét vagy vöröses foltokkal vagy hosszanti csíkokkal. Hátát általában apró szemölcsök borítják, de bőre néha sima is lehet. Pofája rövid és némileg hegyes. Orra hegyétől az oldaláig gyakran sötétbarna csík húzódik. A hasa fehér, apró sötétbarna foltokkal és pettyekkel. A hímek torka szörkésbarna. A lábakon vízszintes sávok húzódnak. Pupillája majdnem kerek, a szivárványhártya aranyszínű. Sem a mellső, sem a hátsó lábán nincs úszóhártya, ujjain nincsenek korongok.

## Életmódja
Késő téltől késő tavaszig szaporodik. A petéket egy rétegben rakja le lassú folyású patakok sziklái alá. Az ebihalak testhossza elérheti a 4 cm-t, színük sötétbarna, aranybarna vagy majdnem fekete. Gyakran a víztestek alján maradnak a gyorsan mozgó vízhez alkalmazkodva, lapított testtel, alacsony uszonyokkal és széles, tapadó szájjal a fenéken táplálkoznak.

## Természetvédelmi helyzete
A vörös lista a nem fenyegetett fajok között tartja nyilván. Populációja stabil, több védett területen is megtalálható.